# Gorgonops

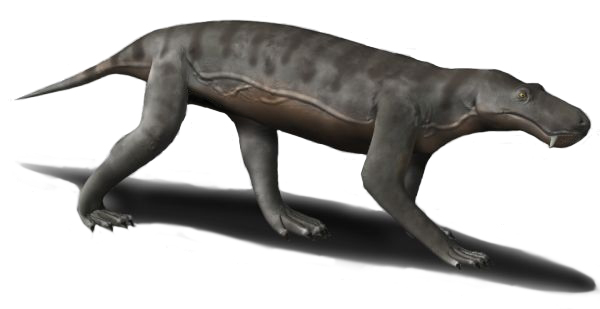
Gorgonops

A Gorgonops az emlősszerűek (Synapsida) osztályának a Therapsida rendjébe, ezen belül a Gorgonopsidae családjába tartozó nem.

## Tudnivalók
A Gorgonops egy therapsida nem, amely 255-250 millió évvel élt ezelőtt, a késő perm korszakban. A Gorgonops tipikus képviselője a Gorgonopsia alrendnek. E rend tartalmazta a legvérengzőbb ragadozókat, abban az időben. Ezek közül a legnagyobb elérhette a 2 méteres hosszúságot is. Az alrend a képviselői szemfogakkal rendelkeztek és lehet, hogy melegvérűek voltak, de ehhez még kell több bizonyíték.
A Gorgonops közép-nagy méretű képviselője volt az alrendjének. Koponyája 22-35 centiméter hosszú volt, fajtól függően.
Az első példányt a típusfajból, (Gorgonops torvus), Richard Owen írta le 1876-ban. Ez a holotípus volt az első therapsidák között, amelyeket Owen, a „Dinosauria” elnevezés kitalálója leírt. A típusfajt Richard Lydekker is használta, amikor a Gorgonopsidae családot összeállította, 1980-ban. Öt évvel később, 1985-ben, Harry Govier Seeley felhasználta a nemet, hogy egyesítse a csoportot. A későbbi években sok fajt és nemet írtak le, de ezek közül sokan azonosak a már létezőkkel.

## Rendszerezés
A nembe az alábbi fajok tartoznak, de egyesek ide helyezése vitatott:
- Gorgonops longifrons (Haughton, 1915)
- Gorgonops torvus (Owen, 1876) - típusfaj
- Gorgonops whaitsi (Broom, 1912)
- Gorgonops dixeyi? (Haughton, 1926)
- Gorgonops eupachygnathus? (Watson, 1921)
- Gorgonops kaiseri? (Broili & Schroeder, 1934)